# 황예영
황예영 (2007년 12월 28일 ~ )은 대한민국의 아역 뮤지컬 배우이다.

## 출연작
- 마틸다 마틸다 웜우드역
- 애니 애니역